# Rob Overkleeft
Rob Overkleeft (3 juli 1952) is een Nederlands voormalig voetbalscheidsrechter.
Overkleeft voetbalde van 1964 tot 1970 bij de jeugd van de profclub DWS. Hierna speelde hij één jaar voor SDW.
Van 1970 tot 2010 was hij voetbalscheidsrechter, waarvan vijftien jaar in het betaald voetbal. Tijdens 35 internationale wedstrijden was hij assistent-scheidsrechter. Hij was actief als grensrechter op het Europees kampioenschap voetbal 1992 in Zweden en bij het duel om de UEFA Supercup tussen Arsenal en AC Milan in 1994. Het dieptepunt in zijn loopbaan was toen hij door de UEFA werd weggehaald als grensrechter van John Blankenstein bij de finale van de Champions League tussen AC Milan en FC Barcelona in 1994, na protesten van AC Milan-voorzitter Silvio Berlusconi omdat Johan Cruijff en Ronald Koeman als Nederlanders bij Barcelona in dienst waren.
Overkleeft was werkzaam bij de gemeente Alphen aan den Rijn en was daarnaast actief als hoofd jeugdopleidingen SV ARC, DCG, Swift, NVC Naarden en vv Hooglanderveen en trainer bij AAV ’Alphen, CVC Reeuwijk, NSV '46 en OVS Oudewater. Meer recent was hij mental coach van een aantal assistent-scheidsrechters in het betaald voetbal en Technisch manager van GeuzenMiddenmeer uit Amsterdam. Momenteel is Overkleeft, KNVB docent, Technisch Coördinator bij Victoria Loosdrecht en Hoofd Academie vv Hooglanderveen.